# Rudolf Detmar
Rudolf Detmar (Lebensdaten unbekannt) war ein deutscher Fußballspieler.

## Karriere
Detmar gehörte dem FuCC Eintracht 1895 Braunschweig als Stürmer an, für den er in den vom Fußballbund für das Herzogtum Braunschweig organisierten Meisterschaften in der regional höchsten Spielklasse, der 1. Klasse, Punktspiele bestritt.
Aufgrund der 1905 errungenen Meisterschaft nahm sein Verein auch an der Endrunde um die Deutsche Meisterschaft teil. Er bestritt mit dem Erst- und Zweitrundenspiel innerhalb der Ausscheidungsrunde seine ersten beiden Endrundenspiele. Sein Debüt am 9. April 1905 in Magdeburg auf dem Sportplatz Am Schleppsäbel beim 3:2-Sieg n. V. über den Hannoverschen Fußball-Club 1896 krönte er mit seinen ersten beiden Toren, dem Treffer zur 1:0-Führung in der 15. Minute und dem Siegtreffer in der 110. Minute. Auch sein zweiter Einsatz drei Wochen später gegen den Magdeburger FC Viktoria 1896 war vom Sieg – 2:1-Sieg n. V. – gekrönt, bevor er mit seiner Mannschaft am 14. Mai 1905 in Magdeburg dem BTuFC Union 92 – der per Freilos ins Viertelfinale eingezogen war – mit 1:4 unterlegen war.

## Erfolge
- Teilnehmer an der Endrunde um die Deutsche Meisterschaft 1905
- Meister des Fußballbundes für das Herzogtum Braunschweig 1905